# فرانیو گرگوریچ
فرانیو گرگوریچ (انگلیسی: Franjo Gregurić؛ زادهٔ ۱۲ اکتبر ۱۹۳۹) یک سیاست‌مدار اهل کرواسی است.